# Haeromys margarettae
Haeromys margarettae es una especie de roedor de la familia Muridae.

## Distribución geográfica
Se encuentra en Indonesia y Malasia. 

## Hábitat
Su hábitat natural son: Clima tropical o Clima subtropical bosques áridos.